# Бабенко Микола Іванович
Микола Іванович Бабенко (нар. 4 січня 1944, Улянівка) — український педагог, кандидат технічних наук з 2007 року, директор Херсонського фізико-технічного ліцею, почесний громадянин Херсона.

## Біографія
Народився 4 січня 1944 року в селі Ульянівці (тепер Скадовський район Херсонської області, Україна). У 1961 році зі срібною медаллю закінчив Скадовську школу № 2, у 1966 році з відзнакою фізико-математичний факультет Херсонського державного педагогічного інституту імені Н. К. Крупської за фахом учитель фізики та загальнотехнічних дисциплін. Працювати почав учителем фізики у Вадимській середній школі Каланчацького району.
З 1970 по 1973 рік викладав фізику та хімію у класичному ліцеї «Абдель Кодер Азза» у місті Сіді-Бель-Аббес (Алжир). У 1973—1975 роках працював учителем фізики в херсонській школі № 20. У 1973—1975 роках — викладач ліцею та керівник групи вчителів у місті Бамбарі Центральноафриканської Республіки. З 1978 по 1982 рік знову працював у херсонській школі № 20 на посаді учителя фізики, заступника директора з навчально-виховної роботи. 1982 року викладав фізику в херсонській школі № 30. У 1983—1986 роках викладав фізику в Малі, був консультантом Міністерства освіти УРСР у місті Бангі (ЦАР). Після повернення до Херсона, у 1986—1989 роках викладав фізику та інформатику в Херсонському морехідному училищі імені лейтенанта П. П. Шмідта.
1989 року призначений директором фізико-математичної школи, яка з 1990 року стала Херсонським фізико-технічним ліцеєм при Херсонському національному технічному університеті та Дніпропетровському національному університеті.

## Наукова діяльність
Автор (співавтор) понад 20 праць. Серед них:
- «Система поддержки принятия управленческих решений по оптимизации учебного процесса в физико-техническом лицее» (2003)(рос.);
- «Стратегия принятия решений в условиях нечеткости суждений о предпочтениях имеющихся альтернатив» (2004)(рос.);
- «Информационная система поддержки принятия решений при управлении учебным заведением», матеріали Міжнародної наукової конференції (2005)(рос.).

## Відзнаки
- Заслужений вчитель України (2003)
- Відмінник освіти України (1993)
- Лауреат щорічної премії Верховної Ради України «Педагогічним працівникам загальноосвітніх, професійно-технічних, дошкільних та позашкільних навчальних закладів» за 2007 рік
- Почесний громадянин Херсона (рішення Херсонської міської ради № 1249 від 28 серпня 2009 року; за вагомий і результативний внесок у навчання та виховання учнівської молоді, яка гідно представляє місто Херсон, та на честь 231-ї річниці заснування міста)[1]